# Reparació per excisió de nucleòtid

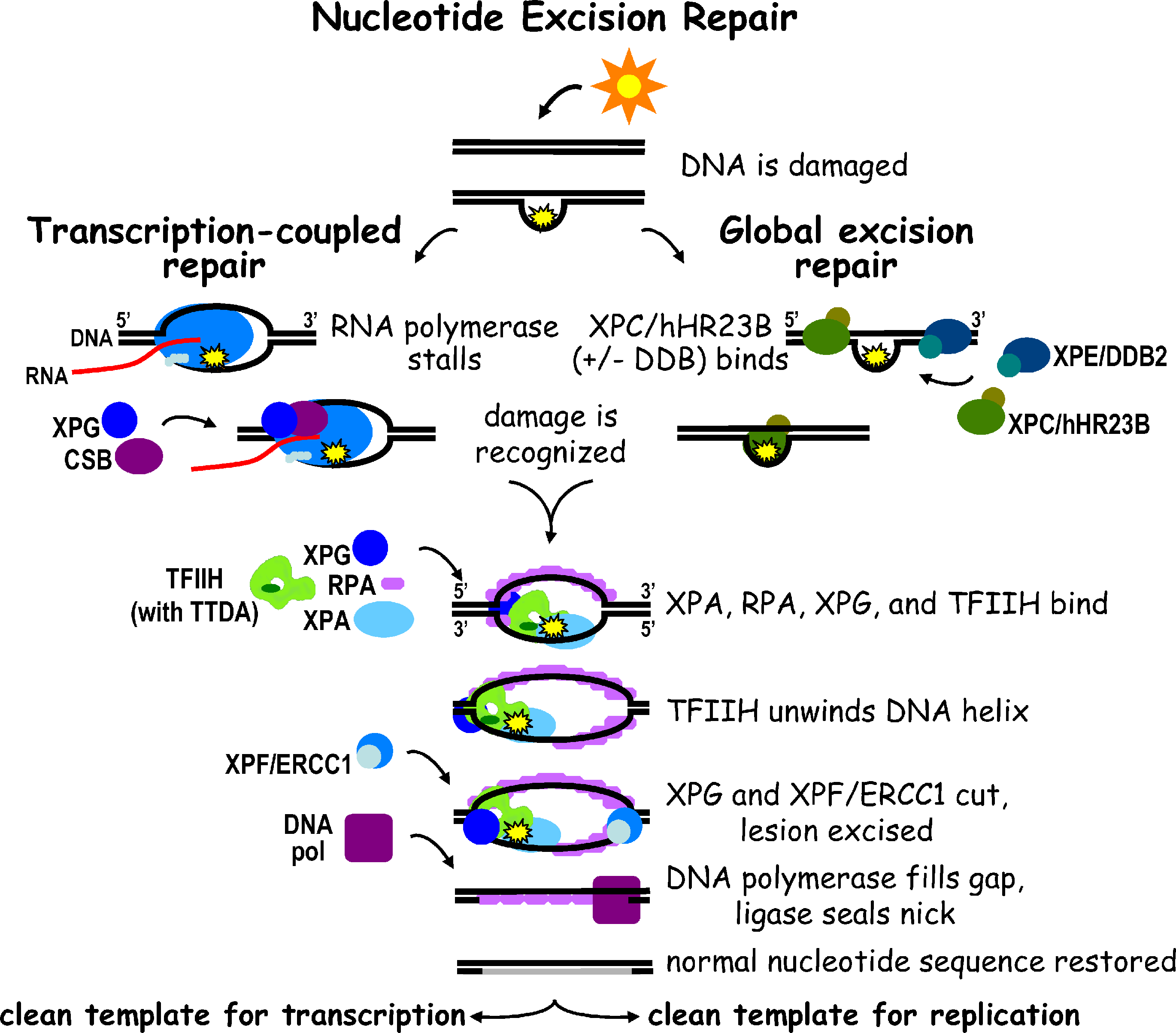
Diagrama de les vies TC-NER i GG-NER. Les dues vies difereixen únicament en el reconeixement del dany inicial en l'ADN.

La reparació per excisió de nucleòtids, (en anglès:nucleotide excision repair (NER)) és un mecanisme de reparació de l'ADN. Un dels tres mecanismes de reparació del filament simple per excisió.
El NER es pot dividir en dues subvies: global genomic NER (GG-NER o GGR) i transcription coupled NER (TC-NER o TCR). Les dues subvies difereixen en la manera com reconeixen el dany en l'ADN, però comparteixen el mateix procés per la incisió de la lesió, la reparació i el lligament. El TCR desplega enzims NER d'alta prioritat en gens que s'estan transcrivint activament.
El NER repara danys que afectin cadenes llargues, d'entre dos i trenta bases. Aquest procés reconeix canvis grans que distorsionen l'hèlix, com ara dímers de timina, així com trencaments de cadena única (reparats amb enzims com ara l'UvrABC endonucleasa.
A diferència de la reparació per excisió de base, la NER pot reparar més regions d'ADN i repara els danys en l'ADN per acció de la llum ultraviolada. El mecanisme d'aquesta reparació és més complex en els organismes eucariotes que no pas en el procariotes
Xeroderma pigmentosum i la Síndrome de Cockayne són dos exemples de malalties associades al NER.